# Port lotniczy Uljanowsk Wostocznyj
Port lotniczy Uljanowsk-Wostocznyj (IATA: ULY, ICAO: UWLW) – międzynarodowy port lotniczy położony 28 km na północny wschód od Uljanowska, w obwodzie uljanowskim, w Rosji.